# Martin Hannett
Martin Hannett (Manchester, 31 de maio de 1948 —  Manchester, 18 de abril de 1991) foi um músico e produtor musical britânico. Trabalhou com várias bandas e artistas, mas ficou mais conhecido pela produção dos álbuns e pela concepção da sonoridade característica da banda britânica de pós-punk Joy Division. Foi também um dos principais nomes da Factory Records, sendo parceiro de Tony Wilson na época.
Deixou a gravadora em 1981 e iniciou um longo processo judicial contra a mesma. A partir dali, sua carreira entrou em declínio, principalmente devido ao consumo de bebidas alcoólicas e ao abuso de drogas. Morreu em 1991, vítima de um ataque cardíaco.